# 多氏异孔石鲈
多氏异孔石鲈为笛鲷目石鲈科平颏鲈属的一种鱼类，分布于东太平洋沿岸的热带水域，为食用鱼。

## 物种分布
多氏异孔石鲈分布于自加利福尼亚湾南部边缘至秘鲁的沿岸水域，在加拉帕戈斯群岛亦有分布。

## 特征
多氏异孔石鲈身体较扁且高，体长约为体高2.0-2.3倍。嘴小但唇较厚。背鳍有11-12根棘刺和13-16根软条；腹鳍小于头部，亦不延申至臀鳍处。该鱼体侧线由45-52片鳞片组成，且体侧线上方的鳞片与之平行。
多氏异孔石鲈全身大部为银白色，有五条竖直的黑色条纹，背部为棕色，有暗色的鱼鳍，平均体长35厘米，最长可达45厘米。

## 生态
多氏异孔石鲈为底栖鱼类，主要栖息于大陆架的岩质海床上。